# Пресс, Уильям Генри
Уильям Генри Пресс (William Henry Press; род. 23 мая 1948, Нью-Йорк) — американский учёный с интересами в области физических и биологических наук, специалист по компьютерным наукам.
Доктор философии (1972), профессор Техасского университета в Остине (с 2007), эмерит-фелло Лос-Аламосской национальной лаборатории, ранее профессор Гарвардского университета; член Национальной АН США (1994) и её казначей (с 2016, избран по 2024).

## Биография
Окончил magna cum laude Гарвард-колледж (бакалавр физики, 1969), состоял в Phi Beta Kappa.
С того же года в Калифорнийском технологическом институте, где в 1971 году получил магистерскую степень по физике, а в 1972 году — степень доктора философии по физике, в 1972–73 гг. фелло-исследователь по теоретической физике, а в 1973-74 гг. ассистент-профессор теоретической физики.
В 1969–72 годах фелло Hertz Foundation, в 1974-78 годах фелло-исследователь фонда Альфреда Слоуна.
В 1974-76 гг. ассистент-профессор физики Принстонского университета.
С 1976 по 1998 год профессор астрономии и физики Гарвардского университета, в 1982-85 гг. заведующий кафедрой астрономии. Во время своего поступления туда — сразу на постоянный преподавательский контракт, стал там самым молодым профессором.
С 1998 по 2004 год заместитель директора Лос-Аламосской национальной лаборатории, курировал создание подразделения бионаук; с 2004 г. старший фелло лаборатории, с 2008 года эмерит.
С 2007 года профессор Техасского университета в Остине.
Являлся с 2010 года вице-председателем United States President's Council of Advisors on Science and Technology (член с 2009 года).
В 2013 году президент Американской ассоциации содействия развитию науки.
Член попечительского совета (с 1988) и исполнительного комитета (с 1990) Institute for Defense Analyses.
Член редколлегги PNAS с 2007 года.
Член Американской академии искусств и наук (1993), Совета по международным отношениям (с 2002), Academy of Medicine, Engineering and Science of Texas (2007). Фелло Американского физического общества (1989).
Отмечен премией Хелены Уорнер по астрономии (1981) и Distinguished Alumnus Award Калифорнийского технологического института (2008). Назывался (в Quarterly Journal of the Royal Astronomical Society) наиболее цитируемым астрономом США 1990 года.
Опубликовал более 150 работ.
Женат, есть дочь и сын.